# Jacques Carvalho
Pour les articles homonymes, voir Diogo Carvalho et Carvalho.
Le bienheureux Jacques Carvalho (en portugais Diogo Carvalho), né vers 1578, à Coimbra (Portugal) et mort (exécuté) le 22 février 1624 à Sendai (Miyagi), au Japon, était un prêtre jésuite portugais, missionnaire au Japon. Mort martyr pour la foi chrétienne, il fut béatifié avec l’ensemble des martyrs japonais le 7 juillet 1867 par le pape Pie IX. Liturgiquement il est commémoré le 22 février.  

## Biographie

### Jeunesse et formation
Entré le 14 novembre 1594 au noviciat jésuite de sa ville natale, Carvalho y poursuit sa formation religieuse. En 1600 il accompagne un groupe de 18 missionnaires qui embarquent à Lisbonne pour la Mission d’Orient. Il continue ses études de philosophie à Goa, avant de passer à Macao (1601) où il achève sa philosophie et fait les trois ans de théologie qui le conduisent au sacerdoce. Carvalho est ordonné prêtre en 1608, à Macao. Il y enseigne le latin et s’y adonne à la prédication en attendant un passage favorable vers le Japon.

### Premières années au Japon
Le 29 juin 1609 Carvalho débarque au Japon.  Il passe deux ans à Amakusa pour y étudier le japonais. Les chrétiens vivent une période de tranquillité et de liberté, les graves persécutions de la fin du siècle précédent ayant cessé (martyre de Nagasaki en 1597). Pendant cinq ans Carvalho peut exercer son apostolat missionnaire en toute liberté : et cela même, à partir de 1612, dans les environs de la capitale Miyako (aujourd’hui: Kyoto). Tout change avec le décret (janvier 1614) du shogun Tokugawa Ieyasu expulsant tous les missionnaires étrangers et interdisant le christianisme. Influencé par des commerçants néerlandais le shogun soupçonne les missionnaires d’être une avant-garde de la conquête portugaise du Japon. 
En novembre 1614 Carvalho est parmi les derniers étrangers à quitter le Japon. Il rentre à Macao.

### Cochinchine et retour au Japon
Mais en janvier 1615 il repart cette fois pour la Cochinchine (Vietnam). Avec Francesco Buzomi (1576-1639) et les frères Antonio Dias et José Tsuchimochi  il y fonde une mission parmi les résidents et émigrés japonais.  Installé à Tourane (aujourd’hui Da Nang) il y construit une chapelle pour les premiers convertis.   
Cependant son cœur est au Japon. Il rentre clandestinement dans le pays en 1616 et œuvre dans la région d’Omura, visitant les familles et groupes catholiques clandestins. Plus tard il rejoint Jérôme de Angelis, missionnaire itinérant dans le Japon septentrional où se trouvent de nombreux chrétiens qui ont fui les persécutions dans le sud.  Dans les districts d’Oshu et Dewa les conversions de mineurs sont nombreuses. Ayant comme base les communautés d’Akita (qu’il a fondée) et de Sendai il parcourt la région, visite par trois fois les chrétiens de Tsugaru et passe en 1620 sur l’ile d’Ezo (aujourd’hui Hokkaido) où il est le premier à y célébrer une eucharistie : le 5 août 1620, à Matsumae. 
Dans ses lettres envoyées en Europe Carvalho décrit la région et particulièrement la vie des aborigènes Aïnous. Par ses descriptions géographiques il aide à parfaire la cartographie de cette île la plus septentrionale de l’archipel japonais, encore peu connue. Depuis 1623 Carvalho est supérieur de la mission jésuite du Nord.

### Persécution, supplice et mort
Malgré l’édit de 1614 une certaine tolérance du christianisme s’était établie. La situation change à partir de décembre 1623. Suivant l’exemple qui vient de haut le prince d’Oshu, Masamune, ordonne au gouverneur de Sendai de pourchasser les chrétiens et d’exécuter ceux qui refuseraient d’apostasier.  
En janvier 1624 de nombreux chrétiens sont arrêtés. Jacques Carvalho est lui-même arrêté à Oroshie, près de Mizusawa, le 8 février 1624, et conduit à Sendai. Avec d’autres il y subit le supplice de l’eau glacée dans la rivière Hirose, au pied de la forteresse du Daimyo Date Masamune. Le dernier à en mourir (le 22 février 1624) Jacques Carvalho eut le temps de donner l’absolution à ses fidèles chrétiens qui tous refusèrent d’apostasier.

## Vénération
- Avec d’autres martyrs japonais Jacques Carvalho fut béatifié par le pape Pie IX le 7 juillet 1867. Il est liturgiquement commémoré le 22 février.

## Source
- Joseph N. Tylenda, Jesuit Saints and Martyrs, Chicago, Loyola Univ. Press, 1984, 503pp.